# Kathedrale von Castries

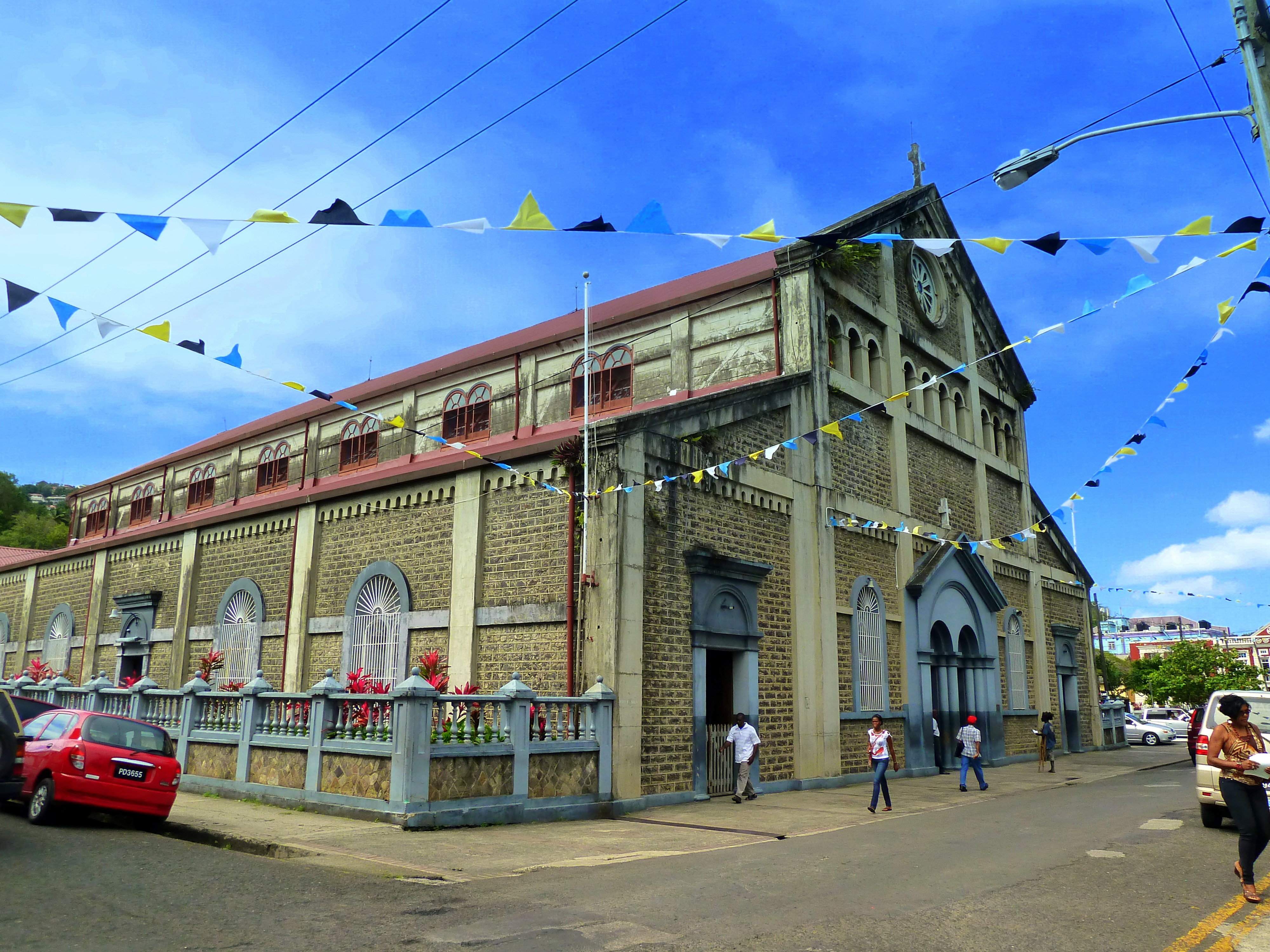
Kathedrale von Castries

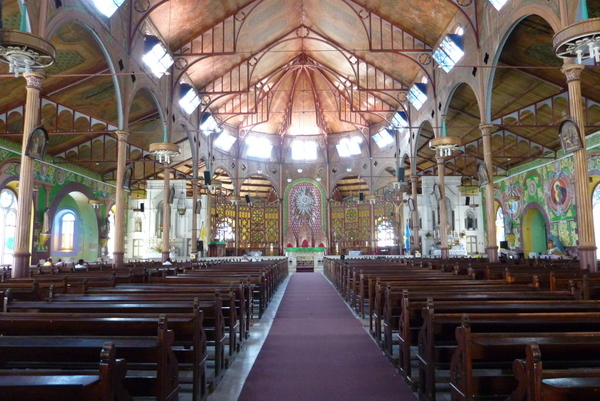
Innenraum der Kathedrale

Die Kathedrale von Castries oder Cathedral Basilica of the Immaculate Conception (deutsch Kathedralbasilika Mariä Empfängnis) ist die Kathedrale des Erzbistums Castries der Westindischen Insel St. Lucia. Die am Derek Walcott Square im Zentrum der Inselhauptstadt Castries gelegene Kirche hat das Patrozinium Mariä Empfängnis.
An der Stelle einiger Vorgängerbauten, die hier seit dem 18. Jahrhundert standen, wurde die heutige Kirche von 1897 bis 1931 errichtet und in diesem Jahr geweiht. Sie ist mit einer Länge von 61 Metern und einer Breite von 30 Metern die größte der Karibik. Das Innere ist prachtvoll mit biblischen Szenen ausgemalt, so auch die Trompe-l’œil-Säulen. In Vorbereitung auf den Papstbesuch von Johannes Paul II. am 7. Juli 1986 schuf der bekannte lokale Maler Dunstan St. Omer 1985 die Wandbilder und entwarf mit seinem Sohn Giovanni im Jahr 2005 zwölf Buntglasfenster mit Kreuzwegstationen. Der Kathedrale wurde am 11. Mai 1999, einhundert Jahre nach der ersten Messe, durch Papst Johannes Paul II. zusätzlich der Titel einer Basilica minor verliehen.